# Baie Plamondon (réservoir Gouin)
Pour les articles homonymes, voir Plamondon.
Ne doit pas être confondu avec Baie Plamondon (Alberta).
La baie Plamondon est un plan d'eau douce situé dans la partie Ouest du réservoir Gouin, dans le territoire de la ville de La Tuque, dans la région administrative de la Mauricie, dans la province de Québec, au Canada.
Cette baie s’étend surtout dans les cantons de Hanotaux (partie Ouest) et dans le canton de Crémazie.

## Toponymie
Le toponyme "Baie Plamondon" a été officialisé le 5 décembre 1968 par la Commission de toponymie du Québec, soit à la création de cette commission.